# Afrobrianax ferdyi
Afrobrianax ferdyi is een keversoort uit de familie keikevers (Psephenidae). De wetenschappelijke naam van de soort werd in 2003 gepubliceerd door Lee, Philips & Yang.